# Henry Thymelby
Henry Thymelby (fl. 1386) foi um membro do parlamento inglês.
Ele foi um membro (MP) do Parlamento da Inglaterra por Southwark em 1386.